# Xã Woodlawn, Quận Monroe, Missouri
Xã Woodlawn (tiếng Anh: Woodlawn Township) là một xã thuộc quận Monroe, tiểu bang Missouri, Hoa Kỳ. Năm 2010, dân số của xã này là 222 người.